# Лонгдинг (округ)
Лонгдинг — округ в индийском штате Аруначал-Прадеш.
Создан 16 августа 2011 года путём выделения из округа Тирап. Расположен в горной юго-восточной части штата. Граничит со штатом Нагаленд и государством Мьянма. Центр — город Лонгдинг.
По данным всеиндийской переписи 2001 года население деревень, вошедших в состав округа, составляло 15 703 человек. Большую часть населения составляет народ ванчо.
Округ был создан с целью развития данных территорий и облегчения их администрирования. Создание границ округа было завершено правительством штата в 2010 году, а в 2011 году было рекомендовано создание округа. Тогда же, в 2011 году, путём голосования был принят закон о реорганизации территории штата.